# ハル・ヴァリアン
ハル・ロナルド・ヴァリアン（Hal Ronald Varian、1947年3月18日 - ）はアメリカ合衆国の経済学者。ミクロ経済学と情報経済学を専門としている。

## 経歴
オハイオ州生まれ。

### 学歴
- 1969年 マサチューセッツ工科大学（MIT）で学士号（主専攻は経済学）
- 1973年 カリフォルニア大学バークレー校で修士号（数学）Ph.D.（経済学）

### 研究歴
- 1973年 MIT経済学部助教授
- 1977年 同大学退職、ミシガン大学経済学部教授（1984年迄）
- 1983年 同大学金融学部教授
- 1995年 カリフォルニア大学バークレー校情報スクール、ハース経営大学院、経済学部教授（2010年迄）
- 1995年 同研究科長
- 2010年 同名誉教授

### 業務歴
- 2002年 Googleでコンサルタントとして働き、計量経済学、金融、企業戦略、公共政策、広告オークションのデザイン設計
- 2010年 Google社チーフ・エコノミスト[1]。

## 著書
- Intermediate Microeconomics: A Modern Approach
  - 『入門ミクロ経済学』佐藤隆三監訳、勁草書房、新版2015年
- Microeconomic Analysis。各・著名なミクロ経済学のテキスト
  - 『ミクロ経済分析』佐藤隆三・三野和雄訳、勁草書房、1986年
- カール・シャピロと共著：Information Rules: A Strategic Guide to the Network Economy
  - 『「ネットワーク経済」の法則』千本倖生監訳、IDGコミュニケーションズ、1999年
  - 新訳『情報経済の鉄則　ネットワーク型経済を生き抜くための戦略ガイド』大野一訳、日経BPクラシックス、2018年
- カール・シャピロと共著：The Economics of Information Technology: An Introduction

## 主な受賞歴
- フンボルト賞（2007年）

## その他
2009年の発言

I keep saying the sexy job in the next ten years will be statisticians.　
10年後に魅力的な職業になるのは統計家だろうと言い続けているんだ。

は、統計学に関する書籍や講演で引用されることが多い。